# 布林凯姆
布林凯姆（法語：Brinckheim，法語發音：[bʁiŋkaim] ⓘ）是法国上莱茵省的一个市镇，属于米卢斯区。

## 地理
布林凯姆（47°37'36"N, 7°27'33"E）面积3.41 平方千米，位于法国大東部大區上莱茵省，该省份为法国东部内陆省份，是阿尔萨斯的一部分，今与下莱茵省组成了阿尔萨斯欧洲集体，其北临下莱茵省，西接孚日省，西南接贝尔福地区省，东侧沿莱茵河与德国相望，南与瑞士接壤。
与布林凯姆接壤的市镇（或旧市镇、城区）包括：巴尔特奈姆、布洛蔡姆、米谢尔巴克莱巴、卡珀伦。
布林凯姆的时区为UTC+01:00、UTC+02:00（夏令时）。

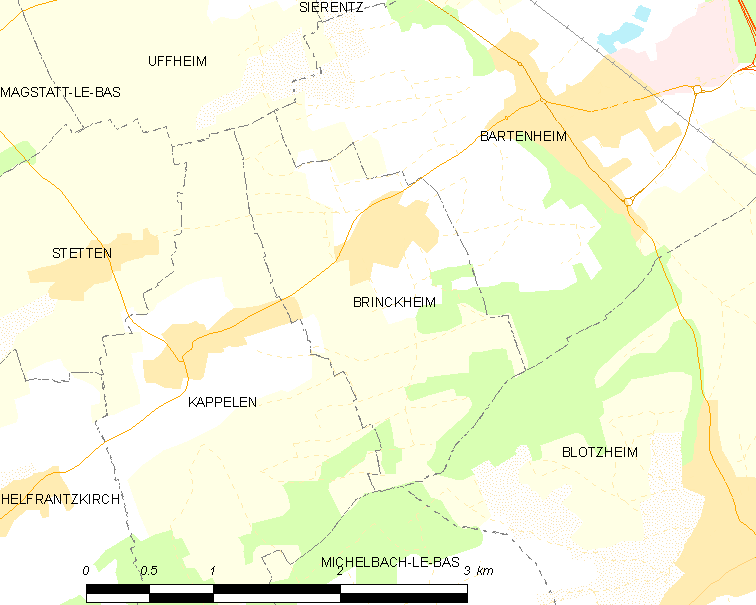
布林凯姆的OSM定位图

## 行政
布林凯姆的邮政编码为68870，INSEE市镇编码为68054。

## 政治
布林凯姆所属的省级选区为布伦什塔特县。

## 人口

1962-2008年间布林凯姆人口变化图示

布林凯姆于2022年1月1日时的人口数量为408人。